# Вишня Рівня (комуна)
Вишня Рівня, Верхня Рівня, Рона-де-Сус (рум. Rona de Sus) — комуна у повіті Марамуреш в Румунії. До складу комуни входять такі села (дані про населення за 2002 рік):
- Вишня Рівня (3916 осіб) — адміністративний центр комуни
- Коштіль (782 особи)

Комуна розташована на відстані 416 км на північ від Бухареста, 42 км на північний схід від Бая-Маре, 128 км на північ від Клуж-Напоки.

## Населення
За даними перепису населення 2002 року у комуні проживали 4698 осіб.
Національний склад населення комуни:
| Національність | Кількість осіб | Відсоток |
| -------------- | -------------- | -------- |
| українці       | 4062           | 86,5%    |
| угорці         | 421            | 9,0%     |
| румуни         | 207            | 4,4%     |
| німці          | 5              | 0,1%     |
| словаки        | 1              | < 0,1%   |

Рідною мовою назвали:
| Мова       | Кількість осіб | Відсоток |
| ---------- | -------------- | -------- |
| українська | 4055           | 86,3%    |
| угорська   | 419            | 8,9%     |
| румунська  | 215            | 4,6%     |
| німецька   | 6              | 0,1%     |
| словацька  | 1              | < 0,1%   |

Склад населення комуни за віросповіданням:
| Релігія                             | Кількість осіб | Відсоток |
| ----------------------------------- | -------------- | -------- |
| православні                         | 3427           | 72,9%    |
| римо-католики                       | 402            | 8,6%     |
| греко-католики                      | 226            | 4,8%     |
| не релігійні                        | 37             | 0,8%     |
| баптисти                            | 35             | 0,7%     |
| п'ятдесятники                       | 27             | 0,6%     |
| реформати                           | 11             | 0,2%     |
| атеїсти                             | 10             | 0,2%     |
| адвентисти                          | 9              | 0,2%     |
| унітарії                            | 1              | < 0,1%   |
| старообрядці                        | 1              | < 0,1%   |
| лютерани (Аугсбурзького сповідання) | 1              | < 0,1%   |
| не вказали релігію                  | 2              | < 0,1%   |